# 티리스알가르비야주
티리스알가르비야주(아랍어: تيرس الغربية 티리스 알가르비야[*])는 모리타니가 서사하라 남부에 설치했던 행정 구역이다. 1975년부터 1979년까지 모리타니아 지배하에 서사하라의 명칭이었다.

## 같이 보기
- 서사하라 자유지구
- 모리타니의 역사